# Vélo de l'Armée suisse

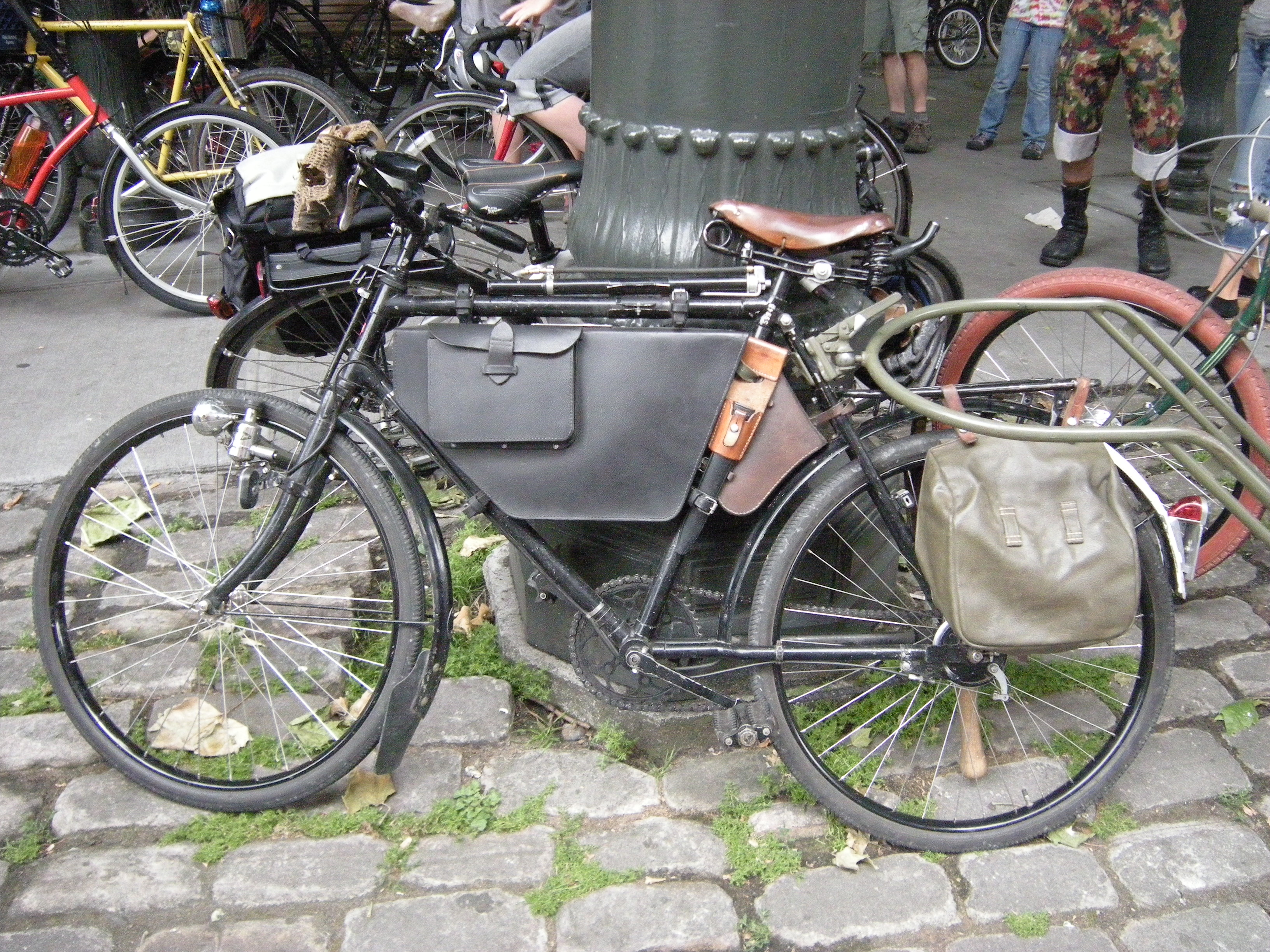
Un vélo d'ordonnance 05 à Seattle en 2008.

L'histoire du Vélo de l'Armée suisse commence en 1905 avec la dotation des Troupes cyclistes, créées en 1892, du vélo d’ordonnance 05. Elle continue malgré leur dissolution le 31 décembre 2002, dans le cadre de la réforme Armée XXI.

## Histoire
Deux modèles de vélo ont équipé les troupes cyclistes de 1905 à 2002. De 1904 aux années 1980 le vélo d'ordonnance 05 (pour 1905) est fabriqué en plusieurs versions par les entreprises Condor, Cosmos, Schwalbe, Zesar et MaFaG (Maschinenfabrik Gränichen AG) à 68 614 exemplaires, avec une petite série en 1942 de Komenda à 1 000 exemplaires (vélo d'ordonnance 05). Il n’avait qu’une seule vitesse.
Il est suivi par le vélo 93, fabriqué exclusivement par Villiger et Condor entre 1993 et 1995. Le vélo 12, fabriqué exclusivement par l'entreprise Simpel, n'équipe pas les troupes cyclistes qui ont été dissoutes en 2003.

## Modèles
| Nom                                    | Type | Image | Quantité       | Mise en service | Retrait          | Fabricants                                        | Équipements |
| -------------------------------------- | ---- | ----- | -------------- | --------------- | ---------------- | ------------------------------------------------- | --- |
| Vélo d'ordonnance 05 / Ordonnanzrad 05 |      |       | 68 614         | 1905            | 1995/années 2000 | Condor, Cosmos, Schwalbe, Zesar, MaFaG et Komenda | 1 vitesse, 22,5 kg, frein arrière Torpedo, charge utile : canon de 100 kg, produit de 1904 à 1988 en de nombreuses versions.                                                                                                   |
| Vélo 93 / Fahrrad 93                   |      |       | 5 500 ou 7 000 | 1993            |                  | Condor                                            | 7 vitesses Shimano (sélecteur Deore SiS indexé, dérailleur arrière RD-L553, cassette 14x32), 21,5 kg, charge utile : 160 kg, freins hydrauliques sur jante Magura, pédalier et moyeux de roue Edco, Dynamo sur rayons FER 2000 |
| Vélo 12 / Fahrrad 12                   |      |       | 4 100          | 2012            | -                | Simpel                                            | cadre aluminium AN6, noir laqué, 15 kg, dérailleur 8 vitesses Shimano, Dynamo moyeu Shimano Alfine DH-S501, freins à disques Magura MT4                                                                                        |

## Troupes cyclistes

Une compagnie cycliste vers 1914

L’Armée suisse avait une troupe d’élite d'infanterie cycliste qui a cessé d’exister en 2002. Les troupes cyclistes sont créées en 1892 en vertu de la loi fédérale établissant la formation de compagnies cyclistes. En août de la même année à Berne, une première école accueillait 215 recrues et autant de bicyclettes, chaque homme devant entrer en service avec son propre deux-roues.
En 1912, elles intègrent les sections de combat afin d'étendre leurs compétences au-delà des missions de liaison comme par exemple l’exploration, l’occupation des avant-postes ou la sûreté des flancs de déplacement de l’infanterie. Unités silencieuses, rapides et d'une puissance de feu équivalente à celle de l'infanterie, leurs effectifs sont portés en 1924 de 2500 à 6300 hommes. Elles sont ensuite dotées de fusils-mitrailleurs modèle 1925. Dans l'entre-deux-guerres, les troupes cyclistes se développent en unités d'élite, avec la fierté de leur arme et un esprit de corps remarquable. En 1937, les troupes cyclistes passent de l'infanterie aux troupes légères nouvellement créées, qui intègrent également la cavalerie et les troupes légères motorisées.
Après la guerre, l'équipement en armements lourds se poursuit. Les unités cyclistes emportent avec elles des mitrailleuses 51, un nombre croissant de tubes roquette. En 1962 elles sont renommées troupes mécanisées et légères (TML). Trois régiments cyclistes sont constitués, les 4, 5 et 6 et sont chacun attribués à l'un des trois corps d'armée de campagne en cas d'engagement. En temps normal, ils sont intégrés dans les divisions mécanisées pour le service d'instruction. Les compagnies cyclistes sont accompagnées de véhicules tous-terrains légers, comme le célèbre Haflinger, qui servent d'atelier de réparation, transportent l'approvisionnement ainsi que le matériel. En 1981, une compagnie d'appui de feu équipée des engins guidés anti-chars 77 M47 Dragon complète avec le numéro 5 l'effectif du bataillon cycliste. La compagnie lance-mine porte le numéro 4. Le rôle des troupes cyclistes consistait en particulier à intervenir rapidement pour des actions ponctuelles, et à engager le combat en terrain difficile et de nuit.
En 2003, dans le cadre du passage d'Armée 95 à Armée XXI (1er janvier 2004), les trois régiments de cyclistes incorporés aux trois corps d'armée de campagne sont dissous, marquant ainsi la fin des troupes cyclistes au sein de l'Armée suisse.
Les régiments cyclistes d'Armée 95 (1995 à 2003) :
- Radfahrerregiment 4: Batallion Cycliste 1, Radfahrerbatallion 2 et 7
- Radfahrerregiment 5: Radfahrerbatallion 3, 4 et 8
- Radfahrerregiment 6: Radfahrerbatallion 5, 6 et 9

Un régiment était composé de trois bataillons. Parmi eux, deux étaient composés d'une compagnie d'état-major (EM), de trois compagnies de cyclistes équipées de Panzerfaust 3 et de mitrailleuses 51, d'une compagnie cycliste lance-mines 8,1 cm et une compagnie cycliste anti-chars (M47 Dragon). Un bataillon était composé d'une compagnie d'état-major, d'une compagnie de cyclistes, d'une compagnie de lance-mines lourds (mortiers de 120 mm), d'une compagnie de chasseur de chars (Piranha TOW) et d'une compagnie sanitaire.
Les vélos militaires continuent néanmoins d’être utilisés dans l'armée pour leurs côtés pratiques, sportifs et écologiques, par exemple lors des écoles de recrues et des écoles de cadres, sur les places d’armes et durant les cours de répétitions .

## Culture populaire
Le vélo d'ordonnance 05 a connu un grand succès lors de sa vente dans les surplus de l'armée à partir des années 1990. Il est aujourd'hui un objet recherché et sa cote a considérablement augmenté. Alors qu'ils se liquidaient à 150 francs suisses dans les surplus dans les années 2000, un modèle parfaitement restauré se négocie en 2019 autour de 1 500 francs suisses.
L'usine Condor (entreprise de mécanique) à Courfaivre dans le Canton du Jura, a construit en 1989 en édition limitée et numérotée de 1 à 500, la dernière série de vélo 05 pour la vente à des privés.

## Galerie d'images

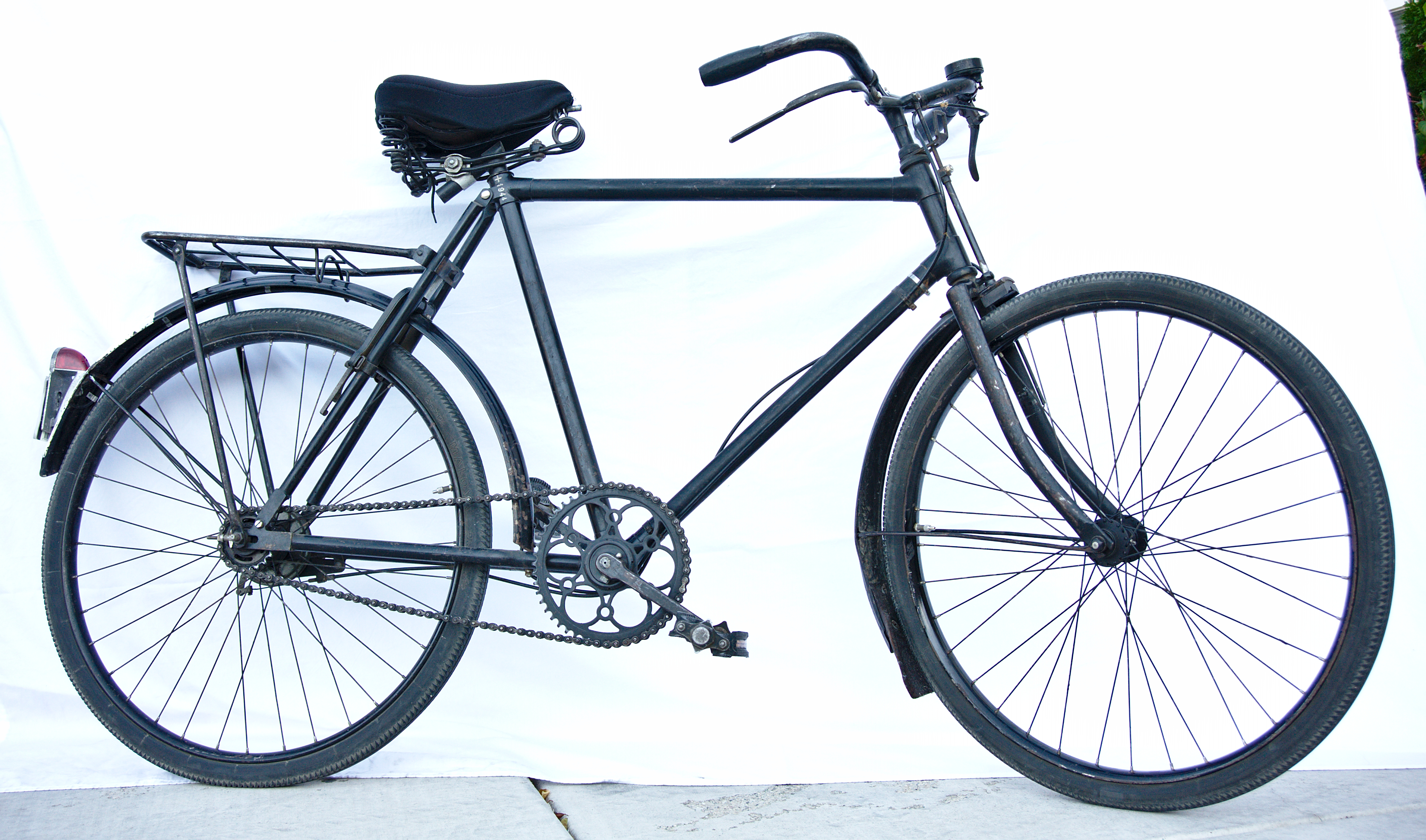
Vélo d'ordonnance 05
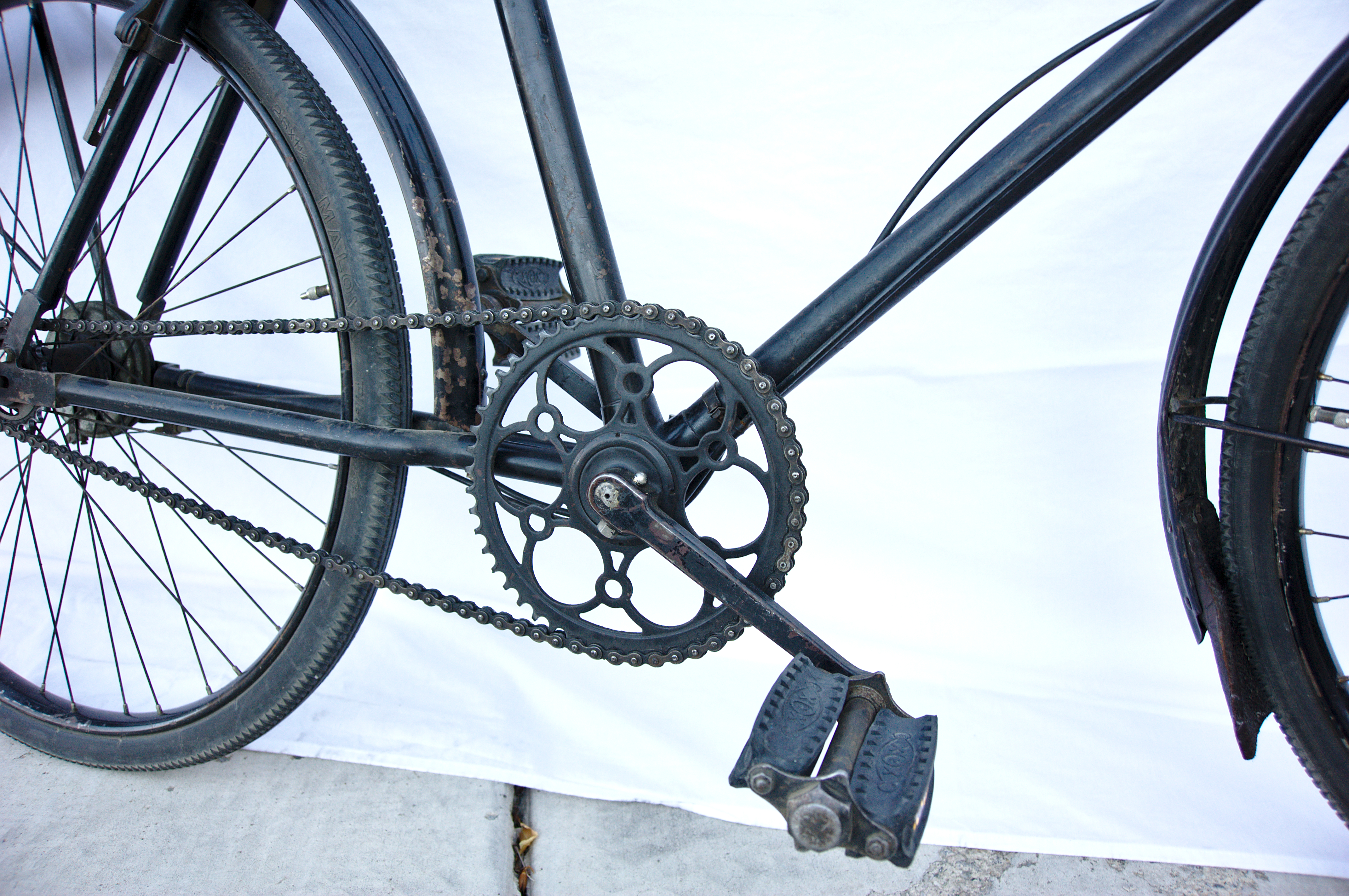
Détails
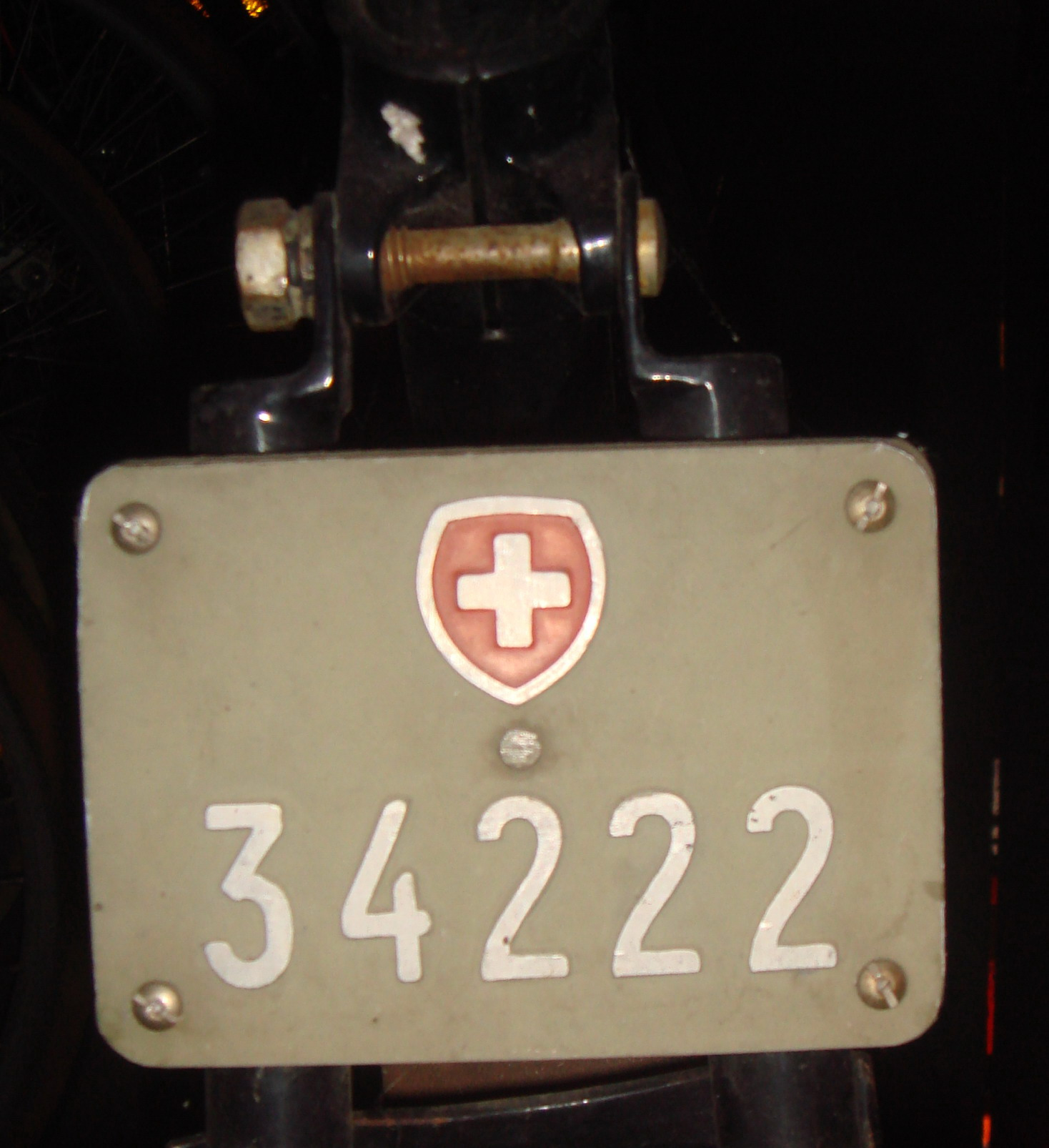
Plaque d'immatriculation du vélo d'ordonnance 05
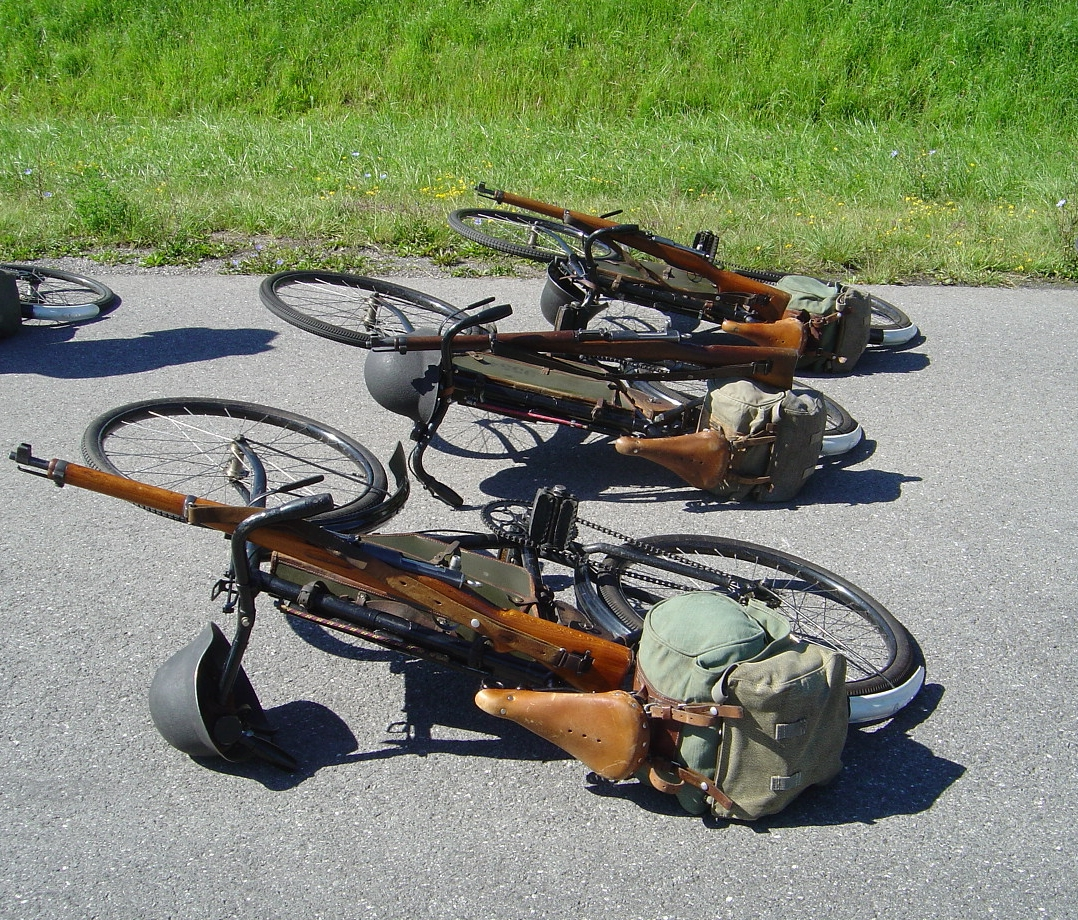
Vélo d'ordonnance 05 avec matériel de la seconde guerre mondiale dont un Mousqueton 1931 fixé au cadre
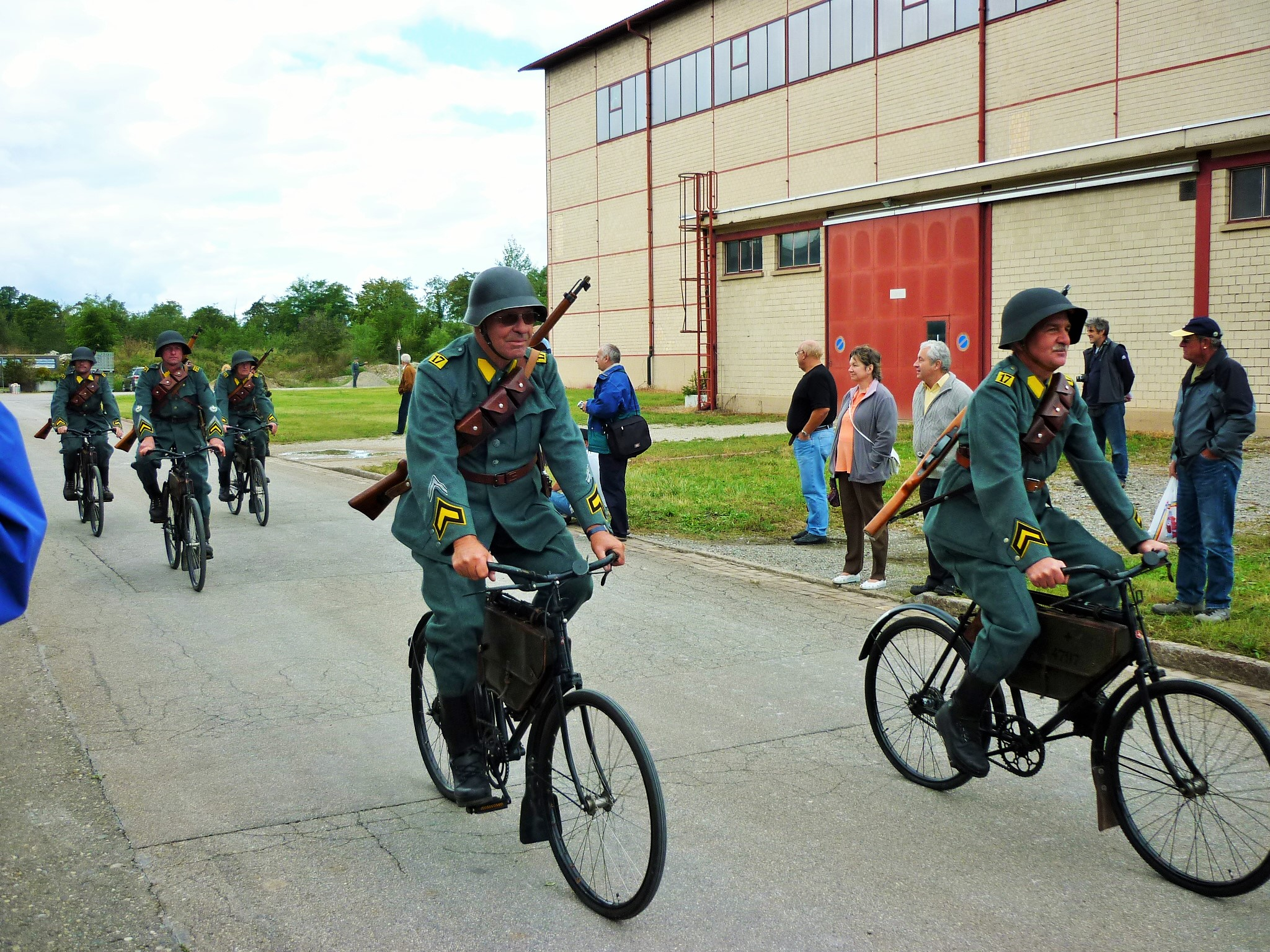
Reconstitution d'une troupe cycliste de 1939 : déplacement avec le fusil en bandoulière par derrière